# Laura Alvini
Laura Alvini   (Milà, 14 de juliol de 1946 - Milà, 15 de gener de 2005) va ser una clavicembalista i pianista italiana.

## Biografia
Filla de l'artista Augusto Alvini (1903-1992) i la pintora Rosa Sordelli Alvini (1909-2004), va estudiar piano i clavicèmbal al Conservatori de Música Giuseppe Verdi de Milà, realitzant posteriorment estudis de perfeccionament al Conservatori de Moscou i al Conservatori de París.
Va ser pionera en la reintroducció de la música barroca a Itàlia i també en la promoció d'un ús conscient d'instruments musicals originals en les interpretacions. Des dels anys setanta, la seva col·laboració amb destacats músics europeus va ajudar a augmentar l'atenció del sistema musical italià cap als temes d'una pràctica interpretativa capaç de combinar la sensibilitat musical i la precisió filològica.
Les seves interpretacions del repertori italià de clavicèmbal i fortepiano es troben entre les fites de la discografia italiana del segle XX. Va enregistrar nombrosos discs dedicats a les obres de Frescobaldi, Alessandro i Domenico Scarlatti, Bach, Händel, Cherubini, Mozart, Schumann, Mendelssohn i Rossini. El 1995 i el 1999 va guanyar el "Premi Internacional de Gravació Antonio Vivaldi de Música Antiga" de la Fundació Giorgio Cini de Venècia. A aquesta Fundació va ser directora dels Seminaris de Música Antiga Egida Sartori.
També va escriure la primera edició crítica d'Essercizi per gravicembalo de Domenico Scarlatti.
Va ensenyar música de conjunt per a instruments antics al Conservatori de Música Felice Evaristo Dall'Abaco de Verona, i clavicèmbal, clavicordi i baix continu a l'Escola Cívica de Música de Milà.
Va fundar el grup de música de cambra barroca Galimathias Musicum, amb el qual va actuar i gravar com a alternativa a les actuacions en solitari. El grup incloïa ella mateixa al fortepiano, Enrico Gatti al violí i Roberto Gini al violoncel; més tard, s'hi van unir la violinista francesa Odile Edouard i el violista espanyol Emilio Moreno. També va ser membre de l'Ensemble Concerto, un conjunt de cambra fundat i dirigit per Roberto Gini, amb el qual també va actuar i gravar.
Va morir el 2005 i va ser enterrada a la tomba familiar al Cementiri Monumental de Milà .
A Venècia, a la Fundació Giorgio Cini, els Seminaris de Música Antiga que havia dirigit, fins aleshores dedicats només a la creadora Egida Giordani Sartori, van ser rebre a més el seu nom, sent des de llavors "Seminari di Musica Antica Egida Sartori e Laura Alvini".
El 15 de maig de 2007, el seu fill Federico Ferrari va deixar en depòsit al Conservatori de Música Arrigo Boito de Parma set instruments antics que havien pertangut a la seva mare: quatre fortepianos, dos clavicèmbals i un clavicordi. Això va crear la Col·lecció Laura Alvini. El mateix conservatori va dedicar una aula a la música milanesa.